# Adynomosaurus
Adynomosaurus – wymarły rodzaj dinozaura, ornitopoda z rodziny kaczodziobych.
Skamieniałości nieznanego wcześniej nauce dinozaura znaleziono na północnym wschodzie Hiszpanii, w Pirenejach, wśród skał basenu sedymentacyjnego Foredeep i Grupy Tremp, datowanych na mastrycht. W okolicy tej już wcześniej dokonywano odkryć skamieniałości kręgowców. Spośród kaczodziobych wymienić można Pararhabdodon isonensis, którego skamieniałości pochodzą z warstwy młodszej o 4 miliony lat. Czyni to nowo odkryty rodzaj drugim Hadrosauridae opisanym z tego basenu, a piątym znalezionym w Europie. Pierwszym opisanym Hadrosauridae z terenów Europy był telmatozaur, przedstawiony przez Nopscę na podstawie znalezisk odkrytych na obszarze obecnej Rumunii, uznany później za najbardziej pierwotnego z kaczodziobych. W Pirenejach odkryto później lambeozauryny Blasisaurus czy Arenysaurus, z Europy pochodzi też Canardia. Autorzy opisu, Albert Prieto-Márquez i współpracownicy, wskazują jako jego charakterystyczną cechę łopatkę z względnie nieposzerzoną płytkowatą częścią, stanowiącą za życia zwierzęcia miejsce przyczepu mięśni naramiennego i podłopatkowego. Sugeruje to mniejszą siłę tych mięśni w porównaniu z innymi kaczodziobymi. To właśnie rzeczone stosunki anatomiczne zainspirowały autorów do stworzenia nowej nazwy rodzajowej. Jej źródłosłów sięga greckiego adýnamos oznaczającego słaby, mos znaczącego ramię oraz sauros oznaczającego jaszczura. Adynamosaurus to rodzaj monotypowy, jedyny umieszczony w nim gatunek nosi epitet arcanus. Słowo to pochodzi z łaciny i oznacza sekretny, zakryty i nawiązuje do trudności z odnalezieniem diagnostycznych taksonomicznie cech szkieletu. Holotyp stanowi lewa łopatka. Budowa Adynomosaurus pozwoliła wprawdzie naukowcom na zaliczenie go do rodziny Hadrosauridae i podrodziny Lambeosaurinae, jednak ulokowała go poza plemionami Lambeosaurini czy Parasaurolophini. Ponadto przeprowadzona analiza filogenetyczna pozostawia rodzaj w nierozwikłanej politomii z aralozaurem, Canardia, Jaxartosaurus, tsintaozaurem, pararabdodonem oraz kladem Parasaurolophini + Lambeosaurini.